# Вот такие пироги
«Вот таки́е пироги́» (англ. Home Fries) — чёрная комедия режиссёра Дина Паризо 1998 года с Дрю Бэрримор и Люком Уилсоном в главных ролях.

## Сюжет
Миссис Левер посылает своих сыновей, Дориана и Ангуса, припугнуть собственного мужа (их отчима), изменявшего ей с молоденькой кассиршей Салли, что они с успехом и делают. Но их отчим умирает от разрыва сердца. Тогда миссис Левер решает расправиться и с разлучницей. Ангус готов убить любого, а Дориан, наоборот, хочет предотвратить преступление. В довершение ко всему, Дориан влюбляется в Салли, которая ждёт ребёнка от их отчима.

## В ролях
| Актёр         | Роль           |
| ------------- | -------------- |
| Дрю Бэрримор  | Салли Джексон  |
| Кэтрин О’Хара | Беатрис Левер  |
| Люк Уилсон    | Дориан Монтье  |
| Джейк Бьюзи   | Ангус Монтье   |
| Шелли Дюваль  | миссис Джексон |
| Дэрил Митчелл | Рой            |
| Крис Эллис    | Генри Левер    |